# Järn(II)sulfat
Järn(II)sulfat eller järnvitriol (FeSO4) är ett vattenlösligt ämne med gröna kristaller. Det förekommer naturligt i mineralerna rozenit och melanterit.

## Egenskaper
Ämnet förekommer vanligast som heptahydrat (FeSO4·7H2O) med gröna kristaller. Genom att värma upp kristallerna över 70 °C så avgår det mesta av kristallvattnet och kvar blir monohydrat (FeSO4·H2O) och anhydrat i form av vita eller blekgula kristaller. Värms ämnet upp över 400 °C sönderfaller det i järn(III)oxid (Fe2O3), svaveldioxid (SO2) och svaveltrioxid (SO3).:{\displaystyle {\rm {2\ FeSO_{4}\rightarrow Fe_{2}O_{3}+SO_{2}+SO_{3}}}} Järnsulfat är lösligt i vatten, etanol och aceton. Lösningen färgas grön.

## Framställning
Produkter av stål som ska galvaniseras går först igenom ett betningsbad med svavelsyra (H2SO4) för att avlägsna oxider och andra föroreningar. Stora mängder järn(II)sulfat bildas då som biprodukt.
{\displaystyle {\rm {Fe+H_{2}SO_{4}\rightarrow FeSO_{4}+H_{2}}}}

## Användning
Järnsulfat används även som fällningskemikalie i reningsverken för att fälla ut fosfor från avloppsvattnet. Det kan även användas vid målning av träfasader. Behandlingen ger träet en grå nyans som efter viss tid liknar den gråa yta som ses på gammalt trä. Det liknar lasering då träets yta och struktur finns kvar väl synlig efter behandling. En vanlig blandning är 700 gram järnsulfat i 10 liter vatten. Man kan tillsätta lite diskmedel för att minska ytspänningen så att blandningen bättre tränger in i träet. Sulfatet, vitriolen, ingår också i färgämnet falu rödfärg och diskuterades på 1700-talet ha viss rötskyddande och konserverande effekt. Men i själva verket så ger den dåligt skydd mot solens UV-strålar, inget nämnvärt skydd mot biologiska angrepp och inget skydd mot fukt alls.  
I kalkfärg för husfasader har järnvitriol ofta använts för att ge en gul eller gulorange kulör. Kulören utvecklas successivt efter målningen i takt med att järnsulfatet omvandlas till det som i dagligt tal kallas rost. Då kulören väl utvecklats är den synnerligen beständig. 
Järnsulfat används också som betmedel vid växtfärgning, och brukas även för mossbekämpning och som järnkosttillskott i grisfoder. Man ska inte sammanblanda järnsulfat med järnfosfat som används för bekämpning av mördarsnigel.